# Crisis over dubbele nationaliteit Australische parlementariërs

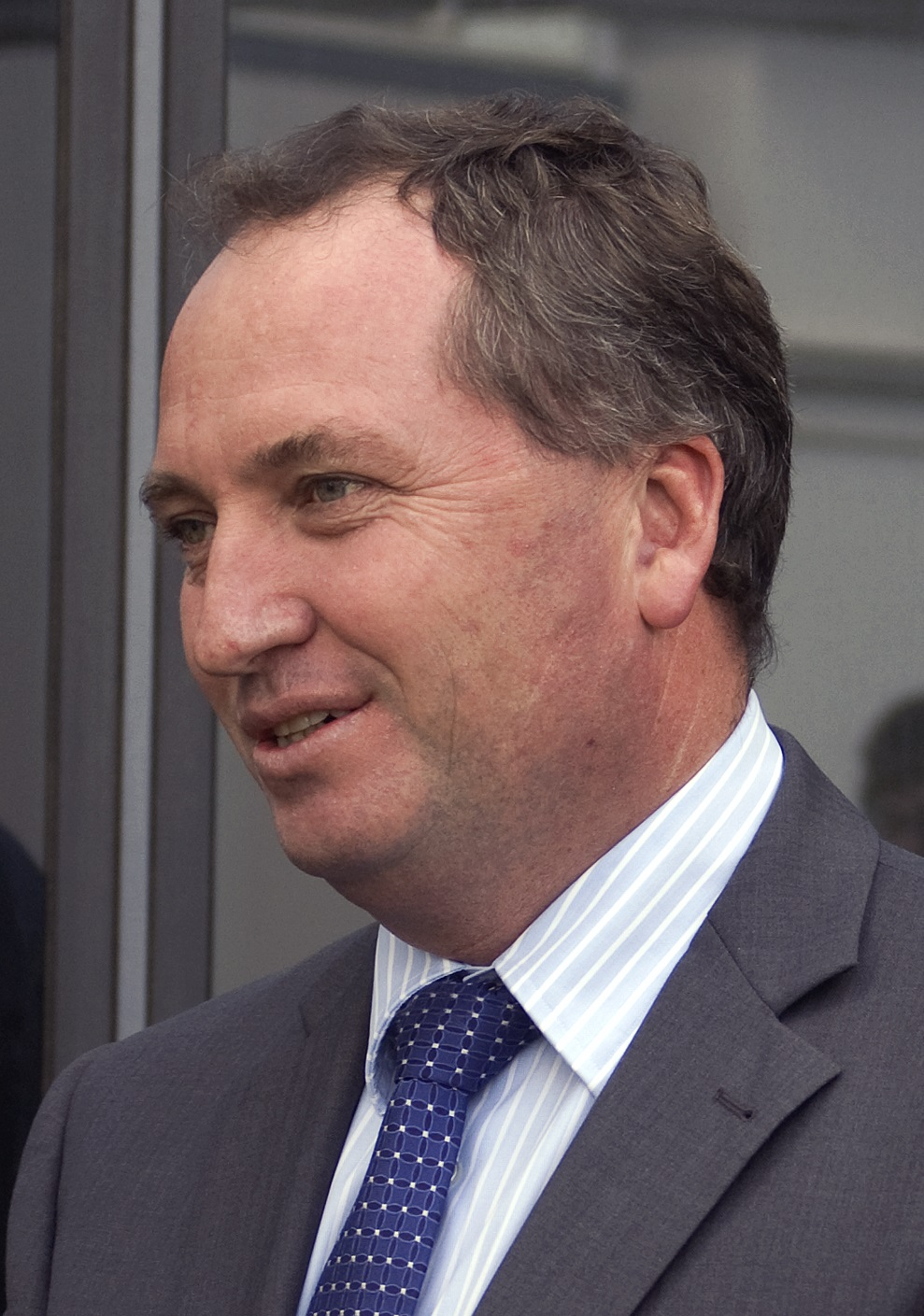
Vicepremier Barnaby Joyce was het voornaamste slachtoffer van de affaire. Hij moest aftreden nadat hij bleek over de Nieuw-Zeelandse nationaliteit te beschikken. Hij werd een maand na zijn aftreden herkozen.

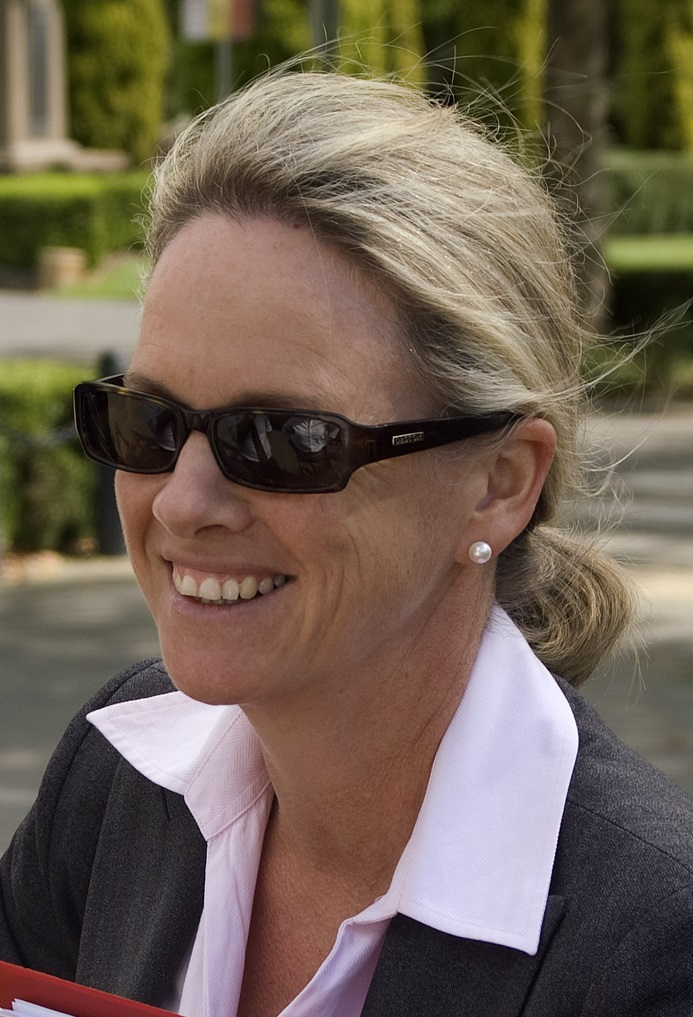
Minister van Regionale Ontwikkeling Fiona Nash moest aftreden nadat bleek dat zij via haar in Groot-Brittannië geboren vader nog Brits staatsburger was.

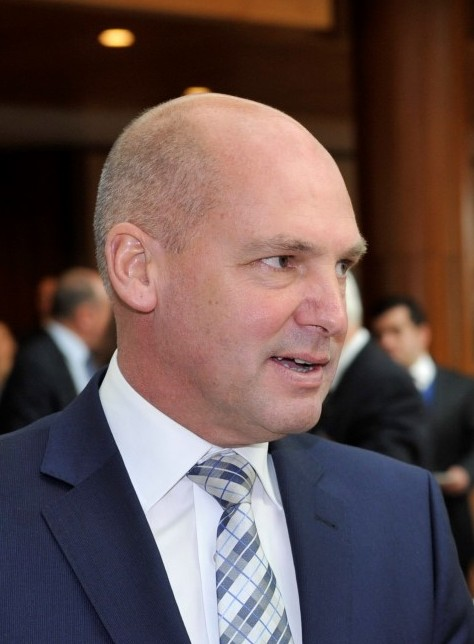
Senaatsvoorzitter Stephen Parry had net als Nash aan zijn vader het Britse staatsburgerschap te danken. Ook hij moest vertrekken.

De crisis over de dubbele nationaliteiten van Australische parlementariërs speelde vanaf juli 2017. Meerdere parlementariërs bleken onterecht verkozen, omdat zij beschikten over een dubbele nationaliteit. Volgens sectie 44 van de Australische grondwet is het met een tweede nationaliteit niet mogelijk om in het parlement gekozen te worden. Politici met een dubbele nationaliteit zijn slechts verkiesbaar als zij voor de verkiezingen "redelijke stappen" hebben ondernomen om van de tweede nationaliteit af te komen. De affaire leidde uiteindelijk tot het aftreden van acht senatoren en zeven Lagerhuisleden.

## Geschiedenis
In sectie 44 van de Australische grondwet is opgenomen dat leden van het Australische parlement niet mogen beschikken over de nationaliteit van een "buitenlandse macht". Op het moment dat de grondwet werd aangenomen, in 1901, golden het Verenigd Koninkrijk en de Britse dominions nog niet als "buitenlandse macht". Dat veranderde in 1986.
Het Hooggerechtshof oordeelde zowel in 1992 als in 1998 dat een kandidaat wegens een dubbele nationaliteit niet verkiesbaar was voor het parlement. In 2016 werd Lucy Gichuhi namens Family First bij tussentijdse verkiezingen namens Family First in de Senaat gekozen. De Labor-partij vocht de verkiezing aan, omdat zij nog over de Keniaanse nationaliteit zou beschikken. Dat bleek niet zo te zijn, maar hierdoor nam de bekendheid van sectie 44 fors toe.

## Affaire
John Cameron, een advocaat uit Perth, deed in juni 2017 navraag bij het Nieuw-Zeelandse ministerie van Binnenlandse Zaken of senator Scott Ludlam, tweede man van de Groenen, en senator Derryn Hinch, leider van de Rechtvaardigheidspartij, nog beschikten over de Nieuw-Zeelandse nationaliteit. Beide mannen waren daar geboren. Begin juli kreeg Cameron bericht dat Ludlam inderdaad nog Nieuw-Zeelands staatsburger was. Hij maakte dat bekend, waarop Ludlam een week later aftrad. Verschillende parlementariër die in het buitenland geboren waren, waaronder voormalig premier Tony Abbott, brachten vervolgens bewijzen naar buiten waaruit bleek dat zij afstand hadden gedaan van hun dubbele nationaliteit.
In de weken en maanden daarna kwamen steeds meer zaken naar voren van parlementariërs die over een dubbele nationaliteit beschikten. Larissa Walters, achttien dagen eerder benoemend als senator namens De Groenen, trad op 18 juli 2017 af omdat zij over de Canadese nationaliteit beschikte. Senator en minister Matt Canavan verliet het kabinet omdat hij mogelijk Grieks staatsburger was, omdat zijn moeder daar geboren was. Het bekendste slachtoffer was Barnaby Joyce, vicepremier namens de National Party, die op 14 augustus bekend maakte dat hij ontdekt had nog over de Nieuw-Zeelandse nationaliteit te beschikken. 
De Senaat besloot de zaken door te schuiven naar het Hooggerechtshof. Op 27 oktober 2017 oordeelde het Hooggerechtshof over de zes senatoren en Lagerhuislid Joyce, die intussen bekend waren geworden onder de bijnaam de Citizenship Seven. Het hooggerechtshof stelde dat zij nooit verkozen hadden mogen worden. Zij moesten allen aftreden, met uitzondering van Canavan omdat er geen bewijs was gevonden dat hij Grieks staatsburger was.
In de periode daarna kwamen nog een aantal zaken naar buiten. Op 6 november stapte de Liberaal John Alexander op, waardoor de coalitie haar meerderheid verloor in het Lagerhuis. Zowel Alexander als Joyce werden in december 2017 bij de tussentijdse verkiezingen herkozen. Op dat moment hadden zij hun tweede nationaliteit herroepen. Zes van de zeven Lagerhuisleden die als gevolg van hun dubbele nationaliteit moesten aftreden keerden op deze manier terug.
Voor de acht senatoren, onder wie parlementsvoorzitter Stephen Parry, die gedwongen moesten aftreden waren de gevolgen ingrijpender, omdat zij  niet de kans hadden direct te worden herkozen. Zij werden opgevolgd door de persoon die tijdens de verkiezing als tweede achter hen was geëindigd. Vier van de acht keerden in de jaren daarna alsnog terug in de Senaat.

## Nasleep
De crisis leidde in eerste instantie tot oproepen om de grondwet aan te passen. In plaats daarvan stelde de regering van premier Malcolm Turnbull een plan voor waarbij parlementariërs verplicht werden hun geboorteplaats bekend te maken, evenals gegevens over hun (groot)ouders. In het geval dat iemand in het buitenland was geboren moesten er gegevens worden toegevoegd over hun naturalisatie tot Australisch staatsburger en welke pogingen zij hadden ondernomen om na te gaan of zij nog over een andere nationaliteit beschikten. Indien dat het geval was moesten zij ook aangeven wat ze gedaan hadden deze tweede nationaliteit te herroepen.